# Hesperidina (flavonoide)
La hesperidina es una flavanona glucósido encontrada en frutos cítricos. Su forma aglicona se llama hesperetina. Su nombre se deriva de la palabra "hesperidio", por la fruta producida por los árboles de cítricos.
La hesperidina  fue aislada por primera vez en 1828 por el químico francés Lebreton de la capa interna blanca de las cáscaras de cítricos (mesocarpio).
Se cree que la hesperidina juega un papel en la defensa de la planta.

## Metabolismo
Hesperidina 6-O-alfa-L-rhamnosil-beta-D-glucosidasa es una enzima que utiliza hesperidina y H2O para producir hesperetina y rutinosa. Se encuentra en la especie de  hyphomycetes Stilbella fimetaria.